# Clarac, Haute-Garonne
Clarac är en kommun i departementet Haute-Garonne i regionen Occitanien i södra Frankrike. Kommunen ligger i kantonen Montréjeau som tillhör arrondissementet Saint-Gaudens. År 2022 hade Clarac 676 invånare.

## Befolkningsutveckling
Antalet invånare i kommunen Clarac
Referens:INSEE